# Устаська войниця
Устаська войниця (хорв. Ustaška vojnica «міліція усташів») — воєнізоване крило партії усташів у Незалежній Державі Хорватія, створене 11 квітня 1941 року. За час свого існування пережило цілу низку реорганізацій, ставши регулярним військовим формуванням, що охоплювало всі збройні групи на службі уряду НДХ за винятком тих, які належали до Хорватського домобранства, ВМС та ВПС НДХ. Наприкінці 1944 року об'єднана з Хорватським домобранством у Хорватські збройні сили (ХЗС), де колишні офіцери войниці обіймали більшість командних посад. До її підрозділів належав і «Чорний легіон» під командуванням Юре Францетича і Рафаеля Бобана.
Устаська войниця причетна до деяких найстрахітливіших злочинів Другої світової війни, в тому числі через свою ключову роль у створенні та діяльності близько 20 концтаборів у НДХ. Як окремий її підрозділ діяла Служба зовнішнього стеження, яка деякий час виконувала обов'язки розвідувальної служби НДХ. За домовленістю з нацистською Німеччиною службу в січні 1943 року було розпущено, а розвідувальну роботу в НДХ проводило безпосередньо німецьке гестапо. Третє бюро Служби зовнішнього стеження («Ustaška obrana»), яке охороняло концтабори в НДХ і ними управляло, продовжило діяти як «Устаська оборонна бригада» (хорв. Ustaški obrambeni sdrug) і з часом, під командуванням Вєкослава Лубурича, перебрало на себе і значні бойові завдання в Західній Славонії. 

## Історія
Одразу після заснування Незалежної Держави Хорватія у квітні 1941 р. частина прихильників устаського руху сформували місцеві воєнізовані підрозділи, які носили характерні для усташів однострої, але не визнавали постійної військової дисципліни та не корилися центральному командуванню. За повідомленнями, їхня чисельність становила 25—30 тис. осіб. Як офіційні, так і нерегулярні підрозділи незабаром відзначилися звірствами проти сербів, євреїв, циган та всіх гаданих і дійсних противників режиму усташів. У серпні 1941 року т. з. «диким» усташам було заборонено носити устаські однострої, а багатьох за скоєні ними в попередні місяці мародерства, грабежі, підпали, вбивства та інші воєнні злочини суди усташів засудили на смерть. Одна частина цих «диких» усташів пізніше таки влилася в регулярні устаські частини. У різних селах і пізніше діяли місцеві загони самооборони, які носили устаську уніформу, хоча й не входили до складу войниці.
Міліція складалася здебільшого з добровольців, і лише 25% офіцерського корпусу пройшли професійну підготовку. Її членам прищеплювалася устаська ідеологія, їх зобов'язували захищати Павелича та режим усташів. Павелич був тільки номінальним її головнокомандувачем, він не здійснював практичного контролю за її військовими діями, оскільки формування та підрозділи в польових умовах підпорядковувалися командуванню Хорватського домобранства або військ Осі.
Серед особового складу войниці була значна кількість мусульман, хоча їх чисельність після середини 1943 року падала, а серед ватажків організації мусульман не було, і мало хто з них дослужився до високих чинів. До складу організації входила і малочисельна німецька міліція, що складалася з югославських німців (нім. Einsatzstaffel der Deutschen Mannschaft), яку було створено в липні 1941 р. і яка до червня 1942 р. досягла чисельності 1500 регулярних і 1200 резервних вояків. Основним завданням цього формування було захищати німецькі громади в Югославії, головним чином у Славонії та Сремі.